# Lumines Electronic Symphony
Lumines Electronic Symphony est un jeu vidéo de type puzzle développé par Q Entertainment et édité par Ubisoft sur PlayStation Vita.
Le titre est sorti le 14 février 2012 en Amérique du Nord, le 22 février 2012 en Europe et le 19 avril 2012 au Japon.

## Jouabilité
Lumines Electronic Symphony utilise les nouvelles caractéristiques offertes par la PlayStation Vita, comme l'utilisation de l'écran tactile arrière, mais reprend cependant la jouabilité classique présente dans Lumines.